# توخووتیس
توخووتیس (به لاتین: Tuchowicz) یک منطقهٔ مسکونی در لهستان است که در Gmina Stanin واقع شده‌است.

## خصوصیات
توخووتیس ۴۵۰ نفر جمعیت دارد.